# هوشنگ وزیری
هوشنگ وزیری (۲۸ بهمن ۱۳۰۹، ساری – ۱۳ آبان ۱۳۸۲، پاریس) مترجم و روزنامه‌نگار ایرانی بود. وزیری مقاله‌نویسی، سردبیری چندین نشریه فارسی زبان و ترجمه و تألیف آثار بسیاری را در کارنامه خود دارد وی یکی از اعضای اوّلیهٔ کانون نویسندگان ایران بود.

## زندگی شخصی
هوشنگ وزیری متولد ۲۸ بهمن ۱۳۰۹ در ساری می‌باشد وی تحصیلات ابتدایی را در شهر ساری و تحصیلات متوسطه را در دارالفنون تهران گذراند و تحصیلات خود در رشته علوم سیاسی و جامعه‌شناسی را در مقطع دکترا در آلمان به پایان رساند. وی پس از انقلاب سال ۵۷ و تحریم مطبوعات در سال ۱۹۸۴ به پاریس مهاجرت نمود و در ۱۳ آبان ۱۳۸۲ در همین شهر درگذشت.

## فعالیت سیاسی
وزیری در دوران نوجوانی به عضویت سازمان جوانان حزب توده ایران درآمد ولی پس از آن وارد جنبش مصدقی شد. وی عضو کانون نویسندگان ایران نیز بود ولی پس از مدتی کناره گیری کرد و تا پایان عمر عضو هیچ حزب و سازمان دیگری در نیامد.

## روزنامه‌نگاری
وزیری کار روزنامه‌نگاری را با مجله فردوسی آغاز کرد سپس تا قبل از این که به هیئت تحریریه آیندگان بپیوندد در چند روزنامه دیگر نیز به مقاله نگاری پرداخت. به گفته داریوش همایون وی ٬از نسل روزنامه‌نگارانی است که روزنامه‌نگاری امروزی را به ایران آورد٬. وزیری در ابتدا سردبیر بخش ادبی روزنامه آیندگان بود ولی پس از مدتی سردبیر کل روزنامه آیندگان شد و تا پایان کار این روزنامه در این سمت باقی ماند. پس از انقلاب و مهاجرت به اروپا از سال ۱۹۸۶ تا پایان زندگیش سردبیری کیهان لندن را به عهده داشت.

## آثار
گزیده‌ای از آثاری که توسط وزیری به زبان پارسی برگردانده شده:
- زندگی من (خاطرات لئون تروتسکی) (چاپ نشر روزن)
- محکومان به مرگ
- یادداشت های روزانه (لئون تروتسکی)
- پیامبر مسلح
- چرخش یک ایدئولوژی

## بن‌مایه
1. 1 2 3 4 5 6  http://www.radiofarda.com/content/article/357638.html
2. 1 2  «نسخه آرشیو شده». بایگانی‌شده از اصلی در 6 اكتبر 2014. دریافت‌شده در 5 نوامبر 2014. تاریخ وارد شده در |archive-date= را بررسی کنید (کمک)